# Wuella Wuella
Wuella Wuella este un single al solistei Delia lansat pe 13 iulie 2012 ce este inclus pe albumul „Pe aripi de vant”. Versurile sunt creația Xoniei, piesa este produsă și orchestrată de F.Charm, în timp ce muzica poartă semnătura ambilor artiști. Single-ul nu a prins foarte bine la posturile de radio, dar s-a bucurat de un succes impresionant în domeniul virtual. 

## Videoclipul
După ideea videoclipului anterior, Omadeo, și acesta este regizat și filmat tot de artistă. Filmările au avut loc în timpul vacanței Deliei din Turcia, în regiunea Cappadocia. Pe 13 iulie, videolcipul este lansat și încărcat pe contul oficial de YouTube al casei de discuri Cat Music unde a strâns peste 15.000.000 milioane de vizualizări. În domeniul virtual, acesta se apropie de succesul hitului Dale.

## Performanța în topuri
„Wuella Wuella” își face apariția pentru prima dată în Romanian Top 100 la aproape două luni de la lansare pe locul 93. Single-ul nu se bucură de un succes mare pe posturile de radio și părăsește topul după doar o săptămână.

## Topuri
| Grafic                     | Poziția |
| -------------------------- | ------- |
| România (Romanian Top 100) | 93      |

## Lansările
| Țara    | Data          | Format           | Casă discuri |
| ------- | ------------- | ---------------- | ------------ |
| România | 13 iulie 2012 | Digital Download | Cat Music    |